# 櫛精器魚
櫛精器魚為輻鰭魚綱銀漢魚目精器魚科的其中一種，分布於亞洲印尼、新加坡、馬來西亞、泰國淡水、半鹹水域，為熱帶魚類，體長可達3公分，棲息在沿岸表層水域，生活習性不明。

## 擴展閱讀
維基物種上的相關：櫛精器魚